# Bocas del Toro (prowincja)
Bocas del Toro - prowincja w zachodniej części Panamy. Stolica: Bocas del Toro. Ludność: 170 320 (2018, szacowana), powierzchnia: 4 643,9 km². Położona jest nad Oceanem Atlantyckim. Od zachodu graniczy z Kostaryką, od południa z prowincją Chiriquí od wschodu z regionem autonomicznym Ngöbe-Buglé. Najważniejszą gałęzią gospodarki jest turystyka. Wskaźnik rozwoju społecznego HDI: 0,651 (średni).